# Billie Jean King Cup 2023
Der Billie Jean King Cup 2023 war die 60. Auflage des Tennisturniers der Nationalmannschaften der Damen.

## Qualifikation
| 18 Teilnehmer                                                                                        | 18 Teilnehmer | 18 Teilnehmer   | 18 Teilnehmer  | 18 Teilnehmer          | 18 Teilnehmer          |
| --- | ------------- | --------------- | -------------- | ---------------------- | ---------------------- |
| Zehn Teilnehmer der Finalrunde 2022, die in der Gruppenphase oder dem Halbfinale ausgeschieden sind: | Belgien       | Italien         | Kanada [4]     | Kasachstan [8]         | Polen                  |
| Zehn Teilnehmer der Finalrunde 2022, die in der Gruppenphase oder dem Halbfinale ausgeschieden sind: | Slowakei [6]  | Spanien [1]     | Tschechien [2] | Vereinigtes Königreich | Vereinigte Staaten [5] |
| Acht Gewinner der Play-offs 2022.:                                                                   | Brasilien     | Deutschland [7] | Frankreich [3] | Mexiko                 |                        |
| Acht Gewinner der Play-offs 2022.:                                                                   | Österreich    | Rumänien [9]    | Slowenien      | Ukraine                |                        |

Die Auslosung fand am 13. November 2021 in Glasgow statt. Billie Jean King fungierte dabei als Losfee. Die neun besten Mannschaften in der Billie-Jean-King-Cup-Nationenrangliste am 14. November 2022 waren gesetzt. Die anderen Mannschaften wurden ihnen zugelost.
 Spanien – Mexiko 
| \| 3 1 \| Datum: 14. bis 15. April 2023 Austragungsort: Puente Romano Club de Tenis, Marbella, Spanien Belag: Sand \| | |                   |
| Spanien | Mexiko                                                                                                   | Ergebnis          |
| Sara Sorribes Tormo                                                                                                   | Fernanda Contreras Gómez                                                                                 | 6:0, 6:0          |
| Nuria Párrizas Díaz                                                                                                   | Renata Zarazúa                                                                                           | 6:4, 6:3          |
| Nuria Párrizas Díaz                                                                                                   | Marcela Zacarías                                                                                         | 6:3, 6:0          |
| Sara Sorribes Tormo                                                                                                   | Renata Zarazúa                                                                                           | nicht gespielt    |
| Aliona Bolsova Rebeka Masarova                                                                                        | Giuliana Olmos Renata Zarazúa                                                                            | 6:4, 6:75, [7:10] |
| 3 1 | Datum: 14. bis 15. April 2023 Austragungsort: Puente Romano Club de Tenis, Marbella, Spanien Belag: Sand |                   |

 Ukraine – Tschechien 
| \| 1 3 \| Datum: 14. bis 15. April 2023 Austragungsort: Megasaray Club Belek, Antalya, Türkei Belag: Sand \| |                                                                                                 |                |
| Ukraine | Tschechien                                                                                      | Ergebnis       |
| Marta Kostyuk                                                                                                | Markéta Vondroušová                                                                             | 2:6, 1:6       |
| Katarina Zavatska                                                                                            | Barbora Krejčíková                                                                              | 4:6, 3:6       |
| Marta Kostyuk                                                                                                | Barbora Krejčíková                                                                              | 3:6, 6:1 6:4   |
| Katarina Zavatska                                                                                            | Markéta Vondroušová                                                                             | 3:6, 4:6       |
| Ljudmyla Kitschenok Dajana Jastremska                                                                        | Karolína Muchová Linda Nosková                                                                  | nicht gespielt |
| 1 3 | Datum: 14. bis 15. April 2023 Austragungsort: Megasaray Club Belek, Antalya, Türkei Belag: Sand |                |

 Vereinigtes Königreich – Frankreich 
| \| 1 3 \| Datum: 14. bis 15. April 2023 Austragungsort: Coventry Building Society Arena, Coventry, Vereinigtes Königreich Belag: Hartplatz (Halle) \| | |                  |
| Vereinigtes Konigreich | Frankreich | Ergebnis         |
| Katie Boulter | Caroline Garcia | 7:62, 6:74, 6:72 |
| Harriet Dart | Alize Cornet | 6:76, 6:73       |
| Harriet Dart | Caroline Garcia | 1:6, 7:610, 1:6  |
| Katie Boulter | Alize Cornet | nicht gespielt   |
| Alicia Barnett Olivia Nicholls | Clara Burel Kristina Mladenovic | 7:5, 3:6, [11:9] |
| 1 3 | Datum: 14. bis 15. April 2023 Austragungsort: Coventry Building Society Arena, Coventry, Vereinigtes Königreich Belag: Hartplatz (Halle) |                  |

 Kanada – Belgien 
| \| 3 2 \| Datum: 14. bis 15. April 2023 Austragungsort: Pacific Coliseum, Vancouver, Kanada Belag: Hartplatz (Halle) \| | |               |
| Kanada | Belgien | Ergebnis      |
| Leylah Fernandez | Yanina Wickmayer                                                                                           | 6:0, 6:3      |
| Rebecca Marino | Ysaline Bonaventure                                                                                        | 6:4, 4:6, 4:6 |
| Leylah Fernandez | Ysaline Bonaventure                                                                                        | 4:6, 7:5, 6:2 |
| Katherine Sebov | Greet Minnen                                                                                               | 2:6, 6:3 3:6  |
| Gabriela Dabrowski Leylah Fernandez                                                                                     | Kirsten Flipkens Greet Minnen                                                                              | 6:1, 6:2      |
| 3 2 | Datum: 14. bis 15. April 2023 Austragungsort: Pacific Coliseum, Vancouver, Kanada Belag: Hartplatz (Halle) |               |

 Vereinigte Staaten – Österreich 
| \| 4 0 \| Datum: 14. bis 15. April 2023 Austragungsort: Delray Beach Tennis Center, Delray Beach, Vereinigte Staaten Belag: Hartplatz \| | |                |
| Vereinigte Staaten | Osterreich | Ergebnis       |
| Coco Gauff | Julia Grabher | 6:1, 6:3       |
| Jessica Pegula | Sinja Kraus | 6:0, 7:5       |
| Jessica Pegula | Julia Grabher | 6:1, 6:3       |
| Coco Gauff | Sinja Kraus | nicht gespielt |
| Coco Gauff Caty McNally | Melanie Klaffner Sinja Kraus                                                                                                | 6:1, 6:4       |
| 4 0 | Datum: 14. bis 15. April 2023 Austragungsort: Delray Beach Tennis Center, Delray Beach, Vereinigte Staaten Belag: Hartplatz |                |

 Slowakei – Italien 
| \| 2 3 \| Datum: 14. bis 15. April 2023 Austragungsort: NTC aréna, Bratislava, Slowakei Belag: Hartplatz (Halle) \| | |               |
| Slowakei | Italien                                                                                                | Ergebnis      |
| Anna Karolína Schmiedlová                                                                                           | Camila Giorgi                                                                                          | 2:6, 3:6      |
| Viktória Hrunčáková                                                                                                 | Martina Trevisan                                                                                       | 6:79, 3:6     |
| Anna Karolína Schmiedlová                                                                                           | Jasmine Paolini                                                                                        | 6:1, 4:6, 6:4 |
| Viktória Hrunčáková                                                                                                 | Elisabetta Cocciaretto                                                                                 | 6:3, 7:62     |
| Viktória Hrunčáková Tereza Mihalíková                                                                               | Elisabetta Cocciaretto Martina Trevisan                                                                | 4:6, 6:4, 5:7 |
| 2 3 | Datum: 14. bis 15. April 2023 Austragungsort: NTC aréna, Bratislava, Slowakei Belag: Hartplatz (Halle) |               |

 Deutschland – Brasilien 
| \| 3 1 \| Datum: 14. bis 15. April 2023 Austragungsort: Porsche-Arena, Stuttgart, Deutschland Belag: Sand (Halle) \| | |                |
| Deutschland | Brasilien                                                                                               | Ergebnis       |
| Anna-Lena Friedsam                                                                                                   | Beatriz Haddad Maia                                                                                     | 6:3, 4:6, 3:6  |
| Tatjana Maria | Laura Pigossi                                                                                           | 6:3, 3:6, 7:5  |
| Jule Niemeier | Beatriz Haddad Maia                                                                                     | 7:63, 3:6, 6:2 |
| Anna-Lena Friedsam                                                                                                   | Laura Pigossi                                                                                           | 6:1, 6:0       |
| Jule Niemeier Laura Siegemund                                                                                        | Beatriz Haddad Maia Luisa Stefani                                                                       | nicht gespielt |
| 3 1 | Datum: 14. bis 15. April 2023 Austragungsort: Porsche-Arena, Stuttgart, Deutschland Belag: Sand (Halle) |                |

 Kasachstan – Polen 
| \| 3 1 \| Datum: 14. bis 15. April 2023 Austragungsort: National Tennis Centre Beeline Arena, Astana, Kasachstan Belag: Sand (Halle) \| | |                |
| Kasachstan | Polen | Ergebnis       |
| Julija Putinzewa | Magda Linette | 7:5, 6:3       |
| Jelena Rybakina | Weronika Falkowska | 6:3, 6:4       |
| Jelena Rybakina | Magda Linette | 6:4, 6:2       |
| Julija Putinzewa | Weronika Falkowska | nicht gespielt |
| Anna Danilina Julija Putinzewa | Weronika Falkowska Alicja Rosolska                                                                                         | 4:6, 4:6       |
| 3 1 | Datum: 14. bis 15. April 2023 Austragungsort: National Tennis Centre Beeline Arena, Astana, Kasachstan Belag: Sand (Halle) |                |

 Slowenien – Rumänien 
| \| 3 2 \| Datum: 14. bis 15. April 2023 Austragungsort: Sport Park Bonfika, Koper, Slowenien Belag: Sand \| |                                                                                                |                |
| Slowenien                                                                                                   | Rumänien                                                                                       | Ergebnis       |
| Kaja Juvan                                                                                                  | Ana Bogdan                                                                                     | 6:3, 3:6, 4:6  |
| Tamara Zidanšek                                                                                             | Jaqueline Cristian                                                                             | 1:6, 6:4, 3:6  |
| Tamara Zidanšek                                                                                             | Ana Bogdan                                                                                     | 3:6, 7:64, 7:5 |
| Kaja Juvan                                                                                                  | Jaqueline Cristian                                                                             | 6:2, 6:4       |
| Pia Lovrič Nina Potočnik                                                                                    | Irina Bara Monica Niculescu                                                                    | 4:6, 6:2, 6:4  |
| 3 2 | Datum: 14. bis 15. April 2023 Austragungsort: Sport Park Bonfika, Koper, Slowenien Belag: Sand |                |

## Finalrunde
Datum: 7. bis 12. November 2023

Austragungsort: Estadio de La Cartuja, Sevilla, Spanien

Belag: Hartplatz (Halle)
Zwölf Nationen nahmen an der Finalrunde teil:
- Finalisten von 2022 (Schweiz, Australien)
- eine Wildcard (Polen)
- neun Sieger der Qualifikation

| Schweiz    | Australien | Deutschland | Frankreich         | Italien   | Kanada |
| Kasachstan | Spanien    | Tschechien  | Vereinigte Staaten | Slowenien | Polen  |

### Teamnominierungen
| Australien              | Australien | Australien |
| Spielerin               | Einzel     | Doppel     |
| ----------------------- | ---------- | ---------- |
| Kimberly Birrell        | 113        | 233        |
| Storm Hunter            | 172        | 1          |
| Daria Saville           | 206        | 168        |
| Ajla Tomljanović        | 549        | –          |
| Ellen Perez             | 500        | 17         |
| Kapitänin: Alicia Molik |            |            |

| Deutschland               | Deutschland | Deutschland |
| Spielerin                 | Einzel      | Doppel      |
| ------------------------- | ----------- | ----------- |
| Tatjana Maria             | 57          | 307         |
| Anna-Lena Friedsam        | 115         | 114         |
| Laura Siegemund           | 86          | 5           |
| Eva Lys                   | 130         | –           |
| Jule Niemeier             | 162         | 425         |
| Kapitän: Rainer Schüttler |             |             |

| Frankreich                | Frankreich | Frankreich |
| Spielerin                 | Einzel     | Doppel     |
| ------------------------- | ---------- | ---------- |
| Caroline Garcia           | 20         | 90         |
| Varvara Gracheva          | 44         | 903        |
| Clara Burel               | 61         | 644        |
| Alizé Cornet              | 118        | 317        |
| Kristina Mladenovic       | 249        | 70         |
| Kapitän: Julien Benneteau |            |            |

| Italien                    | Italien | Italien |
| Spielerin                  | Einzel  | Doppel  |
| -------------------------- | ------- | ------- |
| Jasmine Paolini            | 30      | 97      |
| Elisabetta Cocciaretto     | 52      | 508     |
| Martina Trevisan           | 43      | 390     |
| Lucia Bronzetti            | 64      | 891     |
| Lucrezia Stefanini         | 119     | –       |
| Kapitänin: Tathiana Garbin |         |         |

| Kanada                   | Kanada | Kanada |
| Spielerin                | Einzel | Doppel |
| ------------------------ | ------ | ------ |
| Leylah Fernandez         | 35     | 20     |
| Rebecca Marino           | 176    | 1039   |
| Eugenie Bouchard         | 273    | –      |
| Marina Stakusic          | 258    | 449    |
| Gabriela Dabrowski       | –      | 8      |
| Kapitän: Heidi El Tabakh |        |        |

| Kasachstan                     | Kasachstan | Kasachstan |
| Spielerin                      | Einzel     | Doppel     |
| ------------------------------ | ---------- | ---------- |
| Jelena Rybakina                | 4          | 119        |
| Julija Putinzewa               | 69         | 343        |
| Schibek Qulambajewa            | 515        | 151        |
| Aruschan Saghandyqowa          | 751        | 865        |
| Anna Danilina                  | 814        | 56         |
| Kapitänin: Jaroslawa Schwedowa |            |            |

| Polen               | Polen  | Polen  |
| Spielerin           | Einzel | Doppel |
| ------------------- | ------ | ------ |
| Magda Linette       | 24     | 442    |
| Magdalena Fręch     | 63     | 388    |
| Katarzyna Kawa      | 207    | 118    |
| Weronika Falkowska  | 325    | 93     |
| Martyna Kubka       | 395    | 212    |
| Kapitän: Dawid Celt |        |        |

| Schweiz                  | Schweiz | Schweiz |
| Spielerin                | Einzel  | Doppel  |
| ------------------------ | ------- | ------- |
| Belinda Bencic           | 17      | 197     |
| Viktorija Golubic        | 84      | 146     |
| Céline Naef              | 139     | 428     |
| Jil Teichmann            | 143     | 136     |
| Simona Waltert           | 166     | 397     |
| Kapitän: Heinz Günthardt |         |         |

| Slowenien                  | Slowenien | Slowenien |
| Spielerin                  | Einzel    | Doppel    |
| -------------------------- | --------- | --------- |
| Tamara Zidanšek            | 100       | 351       |
| Kaja Juvan                 | 104       | –         |
| Veronika Erjavec           | 183       | 153       |
| Nina Potočnik              | 543       | 656       |
| Ela Nala Milić             | 1024      | –         |
| Kapitänin: Andrej Krasevec |           |           |

| Spanien                            | Spanien | Spanien |
| Spielerin                          | Einzel  | Doppel  |
| ---------------------------------- | ------- | ------- |
| Paula Badosa                       | 66      | 354     |
| Sara Sorribes Tormo                | 50      | 33      |
| Rebeka Masarova                    | 65      | 158     |
| Cristina Bucșa                     | 83      | 66      |
| Marina Bassols Ribera              | 110     | 381     |
| Kapitänin: Anabel Medina Garrigues |         |         |

| Tschechien          | Tschechien | Tschechien |
| Spielerin           | Einzel     | Doppel     |
| ------------------- | ---------- | ---------- |
| Markéta Vondroušová | 7          | 44         |
| Marie Bouzková      | 34         | 23         |
| Barbora Krejčíková  | 10         | 13         |
| Linda Nosková       | 41         | 198        |
| Kateřina Siniaková  | 45         | 10         |
| Kapitän: Petr Pála  |            |            |

| Vereinigte Staaten       | Vereinigte Staaten | Vereinigte Staaten |
| Spielerin                | Einzel             | Doppel             |
| ------------------------ | ------------------ | ------------------ |
| Sofia Kenin              | 33                 | 434                |
| Danielle Collins         | 55                 | 84                 |
| Peyton Stearns           | 53                 | 101                |
| Sloane Stephens          | 48                 | 629                |
| Taylor Townsend          | 80                 | 7                  |
| Kapitänin: Kathy Rinaldi |                    |                    |

- Einzel und Doppel: Weltranglistenplatzierung vom 6. November 2023

### Gruppenphase

#### Gruppe A
|   | Team               | S-N | Spiele | Sätze |
| 1 | Tschechien         | 2:0 | 5:1    | 10:3  |
| 2 | Vereinigte Staaten | 1:1 | 4:2    | 8:5   |
| 3 | Schweiz            | 0:2 | 0:6    | 2:12  |

Schweiz – Tschechien
| \| 0 3 \| Datum: 7. November 2023 \| |                                       |                |
| Schweiz                              | Tschechien                            | Ergebnis       |
| Céline Naef                          | Linda Nosková                         | 6:72, 6:4, 4:6 |
| Viktorija Golubic                    | Marie Bouzková                        | 4:6, 4:6       |
| Viktorija Golubic Jil Teichmann      | Barbora Krejčíková Kateřina Siniaková | 6:73, 2:6      |
| 0 3                                  | Datum: 7. November 2023               |                |

Schweiz – Vereinigte Staaten
| \| 0 3 \| Datum: 9. November 2023 \| |                                 |                |
| Schweiz                              | Vereinigte Staaten              | Ergebnis       |
| Céline Naef                          | Danielle Collins                | 6:74, 1:6      |
| Viktorija Golubic                    | Sofia Kenin                     | 3:6, 7:61, 5:7 |
| Jil Teichmann Simona Waltert         | Sloane Stephens Taylor Townsend | 1:6, 6:73      |
| 0 3                                  | Datum: 9. November 2023         |                |

Tschechien – Vereinigte Staaten
| \| 2 1 \| Datum: 10. November 2023 \| |                                  |          |
| Tschechien                            | Vereinigte Staaten               | Ergebnis |
| Kateřina Siniaková                    | Danielle Collins                 | 3:6, 2:6 |
| Markéta Vondroušová                   | Sofia Kenin                      | 6:1, 6:1 |
| Barbora Krejčíková Kateřina Siniaková | Danielle Collins Taylor Townsend | 6:3, 7:5 |
| 2 1                                   | Datum: 10. November 2023         |          |

#### Gruppe B
|   | Team       | S-N | Spiele | Sätze |
| 1 | Slowenien  | 1:1 | 3:3    | 9:6   |
| 2 | Kasachstan | 1:1 | 3:3    | 7:8   |
| 3 | Australien | 1:1 | 3:3    | 6:8   |

Australien – Slowenien
| \| 1 2 \| Datum: 7. November 2023 \| |                                 |                   |
| Australien                           | Slowenien                       | Ergebnis          |
| Ajla Tomljanović                     | Kaja Juvan                      | 4:6, 1:6          |
| Daria Saville                        | Tamara Zidansek                 | 1:6, 4:6          |
| Kimberly Birrell Storm Hunter        | Veronika Erjavec Ela Nala Milić | 7:5, 6:72, [10:5] |
| 1 2                                  | Datum: 7. November 2023         |                   |

Australien – Kasachstan
| \| 2 1 \| Datum: 9. November 2023 \| |                                |                  |
| Australien                           | Kasachstan                     | Ergebnis         |
| Storm Hunter                         | Anna Danilina                  | 7:62, 6:4        |
| Kimberly Birrell                     | Julija Putinzewa               | 0:6, 5:7         |
| Storm Hunter Ellen Perez             | Anna Danilina Julija Putinzewa | 6:1, 4:6, [10:5] |
| 2 1                                  | Datum: 9. November 2023        |                  |

Kasachstan – Slowenien
| \| 2 1 \| Datum: 10. November 2023 \| |                                 |                  |
| Kasachstan                            | Slowenien                       | Ergebnis         |
| Anna Danilina                         | Kaja Juvan                      | 1:6, 0:6         |
| Julija Putinzewa                      | Tamara Zidansek                 | 2:6, 6:2 Aufgabe |
| Anna Danilina Schibek Qulambajewa     | Veronika Erjavec Ela Nala Milić | 2:6, 6:4, [10:7] |
| 2 1                                   | Datum: 10. November 2023        |                  |

#### Gruppe C
|   | Team    | S-N | Spiele | Sätze |
| 1 | Kanada  | 2:0 | 6:0    | 12:1  |
| 2 | Spanien | 1:1 | 2:4    | 5:9   |
| 3 | Polen   | 0:2 | 1:5    | 4:11  |

Spanien – Kanada
| \| 0 3 \| Datum: 8. November 2023 \| |                                     |            |
| Spanien                              | Kanada                              | Ergebnis   |
| Rebeka Masarova                      | Marina Stakusic                     | 3:6, 1:6   |
| Sara Sorribes Tormo                  | Leylah Fernandez                    | 6:78, 6:77 |
| Rebeka Masarova Sara Sorribes Tormo  | Eugenie Bouchard Gabriela Dabrowski | 3:6, 5:7   |
| 0 3                                  | Datum: 8. November 2023             |            |

Kanada – Polen
| \| 3 0 \| Datum: 9. November 2023 \| |                                   |               |
| Kanada                               | Polen                             | Ergebnis      |
| Marina Stakusic                      | Magdalena Fręch                   | 4:6, 7:5, 6:3 |
| Leylah Fernandez                     | Magda Linette                     | 6:2, 6:3      |
| Eugenie Bouchard Gabriela Dabrowski  | Weronika Falkowska Katarzyna Kawa | 6:2, 6:3      |
| 3 0                                  | Datum: 9. November 2023           |               |

Spanien – Polen
| \| 2 1 \| Datum: 10. November 2023 \| |                              |                   |
| Spanien                               | Polen                        | Ergebnis          |
| Rebeka Masarova                       | Katarzyna Kawa               | 2:6, 6:3, 6:2     |
| Sara Sorribes Tormo                   | Magda Linette                | 7:65, 6:3         |
| Marina Bassols Ribera Cristina Bucșa  | Katarzyna Kawa Martyna Kubka | 0:6, 7:62, [3:10] |
| 2 1                                   | Datum: 10. November 2023     |                   |

#### Gruppe D
|   | Team        | S-N | Spiele | Sätze |
| 1 | Italien     | 2:0 | 5:1    | 11:5  |
| 2 | Frankreich  | 1:1 | 4:2    | 10:6  |
| 3 | Deutschland | 0:2 | 0:6    | 2:12  |

Frankreich – Italien
| \| 1 2 \| Datum: 8. November 2023 \| |                                         |                  |
| Frankreich                           | Italien                                 | Ergebnis         |
| Alizé Cornet                         | Martina Trevisan                        | 6:2, 2:6, 2:6    |
| Caroline Garcia                      | Jasmine Paolini                         | 6:76, 7:5, 4:6   |
| Caroline Garcia Kristina Mladenovic  | Elisabetta Cocciaretto Martina Trevisan | 5:7, 6:2, [10:6] |
| 1 2                                  | Datum: 8. November 2023                 |                  |

Italien – Deutschland
| \| 3 0 \| Datum: 9. November 2023 \|   |                                    |                   |
| Italien                                | Deutschland                        | Ergebnis          |
| Martina Trevisan                       | Eva Lys                            | 7:66, 6:1         |
| Jasmine Paolini                        | Anna-Lena Friedsam                 | 6:3, 6:2          |
| Lucia Bronzetti Elisabetta Cocciaretto | Anna-Lena Friedsam Laura Siegemund | 6:4, 6:74, [11:9] |
| 3 0                                    | Datum: 9. November 2023            |                   |

Frankreich – Deutschland
| \| 3 0 \| Datum: 10. November 2023 \| |                               |                  |
| Frankreich                            | Deutschland                   | Ergebnis         |
| Clara Burel                           | Jule Niemeier                 | 6:4, 6:3         |
| Varvara Gracheva                      | Tatjana Maria                 | 0:3 Aufgabe      |
| Caroline Garcia Kristina Mladenovic   | Jule Niemeier Laura Siegemund | 5:7, 6:2, [10:1] |
| 3 0                                   | Datum: 10. November 2023      |                  |

### Halbfinale
Italien – Slowenien
| \| 2 0 \| Datum: 11. November 2023 \|   |                            |                |
| Italien                                 | Slowenien                  | Ergebnis       |
| Martina Trevisan                        | Kaja Juvan                 | 7:66, 6:3      |
| Jasmine Paolini                         | Tamara Zidansek            | 6:2, 4:6, 6:3  |
| Elisabetta Cocciaretto Martina Trevisan | Kaja Juvan Tamara Zidansek | nicht gespielt |
| 2 0                                     | Datum: 11. November 2023   |                |

Tschechien – Kanada
| \| 1 2 \| Datum: 11. November 2023 \| |                                     |               |
| Tschechien                            | Kanada                              | Ergebnis      |
| Barbora Krejčíková                    | Marina Stakusic                     | 6:2, 6:1      |
| Markéta Vondroušová                   | Leylah Fernandez                    | 2:6, 6:2, 3:6 |
| Barbora Krejčíková Kateřina Siniaková | Gabriela Dabrowski Leylah Fernandez | 5:7, 6:73     |
| 1 2                                   | Datum: 11. November 2023            |               |

### Finale
Kanada – Italien
| \| 2 0 \| Datum: 12. November 2023 \| |                                         |                |
| Kanada                                | Italien                                 | Ergebnis       |
| Marina Stakusic                       | Martina Trevisan                        | 7:5, 6:3       |
| Leylah Fernandez                      | Jasmine Paolini                         | 6:2, 6:3       |
| Gabriela Dabrowski Leylah Fernandez   | Elisabetta Cocciaretto Martina Trevisan | nicht gespielt |
| 2 0                                   | Datum: 12. November 2023                |                |

## Amerika-Zone

### Gruppe I
Datum: 11. bis 15. April 2023
Austragungsort: Cúcuta, Kolumbien
Belag: Sand
Ergebnisse:
Die Mannschaften auf den ersten beiden Plätzen, Argentinien und Kolumbien, haben sich für die Play-offs qualifiziert. Guatemala und Bolivien als Tabellenletzte steigen in die Gruppe II ab.
|   | Gruppe A    | ARG | COL | CHL | PER | GTM | BOL | S-N |
| 1 | Argentinien |     | 3:0 | 3:0 | 2:1 | 3:0 | 3:0 | 5:0 |
| 2 | Kolumbien   | 0:3 |     | 3:0 | 2:1 | 3:0 | 3:0 | 4:1 |
| 3 | Chile       | 0:3 | 0:3 |     | 2:1 | 3:0 | 2:0 | 3:2 |
| 4 | Peru        | 1:2 | 1:2 | 1:2 |     | 2:1 | 2:1 | 2:3 |
| 5 | Guatemala   | 0:3 | 0:3 | 0:3 | 1:2 |     | 2:1 | 1:4 |
| 6 | Bolivien    | 0:3 | 0:3 | 0:2 | 1:2 | 1:2 |     | 0:5 |

## Asien-/Ozeanien-Zone

### Gruppe I
Datum: 11. bis 15. April 2023
Austragungsort: Tashkent, Usbekistan
Belag: Hartplatz
Ergebnisse:
Dier ersten beiden Mannschaften der Tabelle, Japan und Südkorea haben sich für die Teilnahme an den Play-offs qualifiziert. Absteiger in die Gruppe II sind Thailand und Usbekistan. Die Platzierungen zwischen dem zweiten und dritten Tabellenplatz, sowie dem vierten und fünften Platz wurden aufgrund des direkten Vergleiches der beiden Mannschaften entschieden, nachdem sie die gleiche Anzahl an Siegen und Niederlagen erzielt hatten.
|   | Gruppe A            | JNN | KOR | CHN | IND | THA | UZB | S-N |
| 1 | Japan               |     | 3:0 | 2:0 | 3:0 | 2:1 | 3:0 | 5:0 |
| 2 | Südkorea            | 0:3 |     | 2:1 | 2:1 | 0:3 | 3:0 | 3:2 |
| 3 | Volksrepublik China | 0:2 | 1:2 |     | 3:0 | 3:0 | 3:0 | 3:2 |
| 4 | Indien              | 0:3 | 1:2 | 0:3 |     | 2:1 | 3:0 | 2:3 |
| 5 | Thailand            | 1:2 | 3:0 | 0:3 | 1:2 |     | 2:0 | 2:3 |
| 6 | Usbekistan          | 0:3 | 0:3 | 0:3 | 0:3 | 0:2 |     | 0:5 |

## Europa-/Afrika-Zone
| Mannschaft              | Ergebnis 2022           | Startplatz 2023 | Ergebnis 2023              |
| ----------------------- | ----------------------- | --------------- | -------------------------- |
| Kroatien                | Play-offs verloren      | Gruppe I        | Abstieg in Gruppe II       |
| Lettland                | Play-offs verloren      | Gruppe I        | Gruppe I                   |
| Serbien                 | Play-offs verloren      | Gruppe I        | Gruppe I                   |
| Niederlande             | Play-offs verloren      | Gruppe I        | qualifiziert für Play-offs |
| Ungarn                  | Play-offs verloren      | Gruppe I        | qualifiziert für Play-offs |
| Schweden                | Gruppe I                | Gruppe I        | qualifiziert für Play-offs |
| Dänemark                | Gruppe I                | Gruppe I        | Gruppe I                   |
| Bulgarien               | Gruppe I                | Gruppe I        | Gruppe I                   |
| Türkei                  | Gruppe I                | Gruppe I        | Gruppe I                   |
| Ägypten                 | Aufstieg aus Gruppe II  | Gruppe I        | Abstieg in Gruppe II       |
| Norwegen                | Aufstieg aus Gruppe II  | Gruppe I        | Gruppe I                   |
| Estland                 | Abstieg aus Gruppe I    | Gruppe II       |                            |
| Georgien                | Abstieg aus Gruppe I    | Gruppe II       |                            |
| Griechenland            | Gruppe II               | Gruppe II       |                            |
| Israel                  | Gruppe II               | Gruppe II       |                            |
| Litauen                 | Gruppe II               | Gruppe II       |                            |
| Bosnien und Herzegowina | Aufstieg aus Gruppe III | Gruppe II       |                            |
| Irland                  | Aufstieg aus Gruppe III | Gruppe II       |                            |
| Kosovo                  | Aufstieg aus Gruppe III | Gruppe II       |                            |
| Malta                   | Aufstieg aus Gruppe III | Gruppe II       |                            |
| Portugal                | Aufstieg aus Gruppe III | Gruppe II       |                            |
| Südafrika               | Aufstieg aus Gruppe III | Gruppe II       |                            |

### Gruppe I
Datum: 10. bis 15. April 2023
Austragungsort: MTA Tennis Academy, Antalya, Türkei
Belag: Sand
Ergebnisse:
Zunächst wurde in zwei Gruppen nach dem Round-Robin-Prinzip gespielt.
|         | Gruppe A    | HUN | NLD | TUR | LVA | EGY | S-N | Punktgleichheit drei Teams | Punktgleichheit drei Teams |
| Matches | Gruppe A    | HUN | NLD | TUR | LVA | EGY | S-N | Direkter Vergleich         |                            |
| 1       | Ungarn      |     | 3:0 | 1:2 | 2:1 | 3:0 | 3-1 | 9-3                        |                            |
| 2       | Niederlande | 0:3 |     | 2:1 | 3:0 | 3:0 | 3-1 | 8-4                        | NLD 2:1 TUR                |
| 3       | Türkei      | 2:1 | 1:2 |     | 3:0 | 2:1 | 3-1 | 8-4                        | NLD 2:1 TUR                |
| 4       | Lettland    | 1:2 | 0:3 | 0:3 |     | 3:0 | 1-3 |                            |                            |
| 5       | Ägypten     | 0:3 | 0:3 | 1:2 | 0:3 |     | 0-4 |                            |                            |

|   | Gruppe B  | SWE | SRB | BUL | NOR | DNK | HRV | S-N | Punktgleichheit zwei Teams Direkter Vergleich |
| 1 | Schweden  |     | 2:1 | 1:2 | 3:0 | 2:1 | 3:0 | 4-1 | SWE 2:1 SRB                                   |
| 2 | Serbien   | 1:2 |     | 2:1 | 2:1 | 3:0 | 3:0 | 4-1 | SWE 2:1 SRB                                   |
| 3 | Bulgarien | 2:1 | 1:2 |     | 1:2 | 2:1 | 3:0 | 3-2 |                                               |
| 4 | Norwegen  | 0:3 | 1:2 | 2:1 |     | 2:1 | 0:3 | 2-3 |                                               |
| 5 | Dänemark  | 1:2 | 0:3 | 1:2 | 1:2 |     | 2:1 | 1-4 | DNK 2:1 HRV                                   |
| 6 | Kroatien  | 0:3 | 0:3 | 0:3 | 3:0 | 1:2 |     | 1-4 | DNK 2:1 HRV                                   |

Danach treten die Mannschaften beider Gruppen entsprechend ihrer Position in der Tabelle gegeneinander an. Die Ersten der Gruppen,  Ungarn und Schweden qualifizierten sich direkt für die Play-offs und spielen um den Sieg in der Gruppe I. Der dritte Play-off-Platz wird zwischen den Niederlanden und Serbien im Duell der Gruppenzweiten ausgespielt. Die Fünften der Gruppen ermittelten den zweiten Absteigerer in die Gruppe II neben  Kroatien, das als Absteiger bereits fest steht.
| Platzierungsspiele | Team Gruppe A | Ergebnis | Team Gruppe B | Qualifikation und Abstieg                       |
| 1./2. Platz        | Ungarn        | 1:2      | Schweden      | Beide Teams sind für die Play-offs qualifiziert |
| 3./4. Platz        | Niederlande   | 2:1      | Serbien       | Gewinner ist für die Play-offs qualifiziert     |
| 5./6. Platz        | Türkei        | 0:2      | Bulgarien     |                                                 |
| 7./8. Platz        | Lettland      | 2:0      | Norwegen      |                                                 |
| 9./10. Platz       | Ägypten       | 1:2      | Dänemark      | Verlierer steigt in Gruppe II ab                |